# Station Ghlin
Station Ghlin ligt langs spoorlijn 96 (Brussel - Bergen - Quévy) in Ghlin, een deelgemeente van de Belgische stad Bergen. Het is nu een stopplaats.

## Treindienst
| Serie       | Treinsoort          | Route                                                                       | Bijzonderheden                                                                      |
| ----------- | ------------------- | --------------------------------------------------------------------------- | ----------------------------------------------------------------------------------- |
| L 4850      | L-trein (NMBS)      | Geraardsbergen – Aat – Ghlin – Bergen – [ Doornik – Moeskroen ] / [ Quévy ] | Rijdt op werkdagen Geraardsbergen-Moeskroen. Rijdt in weekends Geraardsbergen-Quèvy |
| P 7580/8580 | Piekuurtrein (NMBS) | Aat – Ghlin – Bergen – Doornik                                              | Rijdt alleen op werkdagen. Een trein verder naar Doornik.                           |

## Reizigerstellingen
De grafiek en tabel geven het gemiddeld aantal instappende reizigers weer op een week-, zater- en zondag.
| Tabel: aantal instappende reizigers station Ghlin | Tabel: aantal instappende reizigers station Ghlin | Tabel: aantal instappende reizigers station Ghlin | Tabel: aantal instappende reizigers station Ghlin |
|                                                   | Weekdag                                           | Zaterdag                                          | Zondag                                            |
| ------------------------------------------------- | ------------------------------------------------- | ------------------------------------------------- | ------------------------------------------------- |
| 1977                                              | 113                                               | 34                                                | 18                                                |
| 1978                                              | 111                                               | 20                                                | 21                                                |
| 1979                                              | 114                                               | 72                                                | 42                                                |
| 1980                                              | 113                                               | 39                                                | 30                                                |
| 1981                                              | 83                                                | 13                                                | 19                                                |
| 1982                                              | 87                                                | 17                                                | 16                                                |
| 1983                                              | 104                                               | 41                                                | 15                                                |
| 1984                                              | 102                                               | 12                                                | 13                                                |
| 1985                                              | 83                                                | 15                                                | 14                                                |
| 1986                                              | 91                                                | 5                                                 | 17                                                |
| 1987                                              | 59                                                | 11                                                | 11                                                |
| 1988                                              | 73                                                | 14                                                | 11                                                |
| 1989                                              | 72                                                | 13                                                | 9                                                 |
| 1990                                              | 124                                               | 17                                                | 20                                                |
| 1991                                              | 54                                                | 8                                                 | 6                                                 |
| 1992                                              | 72                                                | 19                                                | 28                                                |
| 1993                                              | 56                                                | 20                                                | 18                                                |
| 1994                                              | 24                                                | -                                                 | -                                                 |
| 1995                                              | 25                                                | -                                                 | -                                                 |
| 1996                                              | 26                                                | -                                                 | -                                                 |
| 1997                                              | 24                                                | -                                                 | -                                                 |
| 1998                                              | 36                                                | -                                                 | -                                                 |
| 1999                                              | 29                                                | -                                                 | -                                                 |
| 2000                                              | 35                                                | -                                                 | -                                                 |
| 2001                                              | 26                                                | -                                                 | -                                                 |
| 2002                                              | 27                                                | -                                                 | -                                                 |
| 2003                                              | 18                                                | -                                                 | -                                                 |
| 2004                                              | 22                                                | -                                                 | -                                                 |
| 2005                                              | 29                                                | -                                                 | -                                                 |
| 2006                                              | 25                                                | -                                                 | -                                                 |
| 2007                                              | 30                                                | -                                                 | -                                                 |
| 2008                                              | -                                                 | -                                                 | -                                                 |
| 2009                                              | 29                                                | -                                                 | -                                                 |
| 2010                                              | -                                                 | -                                                 | -                                                 |
| 2011                                              | -                                                 | -                                                 | -                                                 |
| 2012                                              | 42                                                | -                                                 | -                                                 |
| 2013                                              | 41                                                | -                                                 | -                                                 |
| 2014                                              | 25                                                | -                                                 | -                                                 |
| 2015                                              | 34                                                | -                                                 | -                                                 |
| 2016                                              | 52                                                | -                                                 | -                                                 |
| 2017                                              | 54                                                | -                                                 | -                                                 |
| 2018                                              | 30                                                | -                                                 | -                                                 |
| 2019                                              | 56                                                | -                                                 | -                                                 |
| 2020                                              | 30                                                | -                                                 | -                                                 |
| 2021                                              | -                                                 | -                                                 | -                                                 |
| 2022                                              | 86                                                | -                                                 | -                                                 |
| 2023                                              | 80                                                | -                                                 | -                                                 |
| 2024                                              | 102                                               | -                                                 | -                                                 |

0,0: Brussel-Zuid ·
3,9: Vorst-Zuid ·
6,0: Ruisbroek ·
9,1: Lot ·
11,1: Buizingen ·
13,6: Halle ·
16,0: Lembeek ·
18,1: Tubeke-Noord ·
18,7: Tubeke ·
20,9: Stéhoux ·
23,7: Hennuyères ·
25,5: Hennuyères-Village ·
29,6: 's-Gravenbrakel ·
35,8: Zinnik ·
41,1: Neufvilles ·
44,8: Masnuy-Saint-Pierre ·
48,6: Jurbeke ·
51,6: Erbisoeul ·
54,6: Ghlin ·
57,5: Nimy-Maisières ·
60:3: Bergen ·
62,2: Cuesmes ·
67,1: Frameries ·
69,4: Genly ·
71,2: Blaregnies ·
74,9: Quévy